# The Lodge
The Lodge – brytyjski serial telewizyjny. Serial został stworzony na podstawie izraelskiego serialu North Star. Serial miał swoją premierę 23 września 2016 roku na antenie Disney Channel w Wielkiej Brytanii, Irlandii i Kanadzie. Polska premiera serialu nastąpiła 27 marca 2017 roku na antenie Disney Channel.
Dnia 13 grudnia 2016 roku zostało potwierdzone, że serial został przedłużony o drugi sezon, którego premiera miała miejsce w 2017 roku.

## Opis fabuły
Piętnastoletnia Skye przeprowadza się ze swoim tatą z wielkiego miasta do irlandzkiej wsi, gdzie zamieszkują w tamtejszym hotelu, którego prowadzenie jest rodzinnym interesem i którego właścicielem był dziadek Skye. Skye próbuje przywyknąć do nowego życia, ale ono nie jest wolne od komplikacji, gdyż próbuje się ona zmagać z codzienną presją jako nastolatka i zintegrować się w grupie rówieśników, którzy mieszkają i pracują w domku. Dowiaduje się również, że niektórzy ludzie nie mają dobrych intencji, i wpada w smutek na wieść, że jej tata ma zamiar sprzedać hotel, gdyż bardzo się do tego miejsca przywiązała. Skye próbuje przekonać tatę, by nie sprzedał hotelu, ale dowiaduje się, że to ojciec jej przyjaciela odpowiada za sprzedaż. Przyjaciele Skye wspierają ją, ale nie wszyscy są zainteresowani ratowaniem hotelu i Skye odkrywa co jakiś czas pewne tajemnice, które mogą wpłynąć nie tylko na jej życie, ale też na szanse na uratowanie hotelu przed zamknięciem.

## Obsada

### Pierwszoplanowa obsada
- Sophie Simnett – Skye
- Luke Newton – Ben
- Thomas Doherty – Sean
- Bethan Wright – Danielle
- Jayden Revri – Noah
- Jade Alleyne – Kaylee
- Joshua Sinclair-Evans – Josh
- Mia Jenkins – Alex (sezon 2)

### Drugoplanowa obsada
- Marcus Garvey – Ed
- John Hopkins – SJ
- Geoffrey McGivern – Patrick
- Dan Richardson – Gil
- Ellie Taylor – Christina
- Laila Rouass – Olivia
- Dominic Harrison – Oz
- Tom Hudson – Kyle
- Martin Anzor – Aaron
- Sarah Nauta – Lori
- Clara Rugaard – Ana
- Cameron King – Ethan
- Emma Campbell-Jones – Ella
- Lina Larissa Strahl – Frankie
- Kimberley Walsh – Rebecca
- Dove Cameron – Jess
- Ben Radcliffe – Max

## Spis odcinków
| Premiera odcinka | Premiera odcinka | N/o | Polski tytuł                | Angielski tytuł         |
| ---------------- | ---------------- | --- | --------------------------- | ----------------------- |
|                  |                  |     |                             |                         |
| SERIA PIERWSZA   |                  |     |                             |                         |
|                  |                  |     |                             |                         |
| 23.09.2016       | 27.03.2017       | 01  | Nowa dziewczyna             | The New Girl            |
|                  |                  |     |                             |                         |
| 30.09.2016       | 28.03.2017       | 02  | Zderzenie z rzeczywistością | Reality Check           |
|                  |                  |     |                             |                         |
| 07.10.2016       | 29.03.2017       | 03  | Perspektywy                 | Opportunities           |
|                  |                  |     |                             |                         |
| 14.10.2016       | 30.03.2017       | 04  | Podwójna randka             | Double Date             |
|                  |                  |     |                             |                         |
| 21.10.2016       | 31.03.2017       | 05  | Zwycięstwo                  | #Winning                |
|                  |                  |     |                             |                         |
| 28.10.2016       | 03.04.2017       | 06  | Tajemnice                   | Best Kept Secrets       |
|                  |                  |     |                             |                         |
| 04.11.2016       | 04.04.2017       | 07  | Koniec                      | Cancelled               |
|                  |                  |     |                             |                         |
| 11.11.2016       | 05.04.2017       | 08  | Marzenia                    | Wishful Thinking        |
|                  |                  |     |                             |                         |
| 18.11.2016       | 06.04.2017       | 09  | Prawda                      | The Truth               |
|                  |                  |     |                             |                         |
| 25.11.2016       | 07.04.2017       | 10  | Wybór                       | The Choice              |
|                  |                  |     |                             |                         |
| SERIA DRUGA      |                  |     |                             |                         |
|                  |                  |     |                             |                         |
| 09.06.2017       |                  | 11  |                             | I Choose You            |
|                  |                  |     |                             |                         |
| 16.06.2017       |                  | 12  |                             | Partners                |
|                  |                  |     |                             |                         |
| 23.06.2017       |                  | 13  |                             | Help                    |
|                  |                  |     |                             |                         |
| 30.06.2017       |                  | 14  |                             | Call Me                 |
|                  |                  |     |                             |                         |
| 07.07.2017       |                  | 15  |                             | Mystery Guest           |
|                  |                  |     |                             |                         |
| 14.07.2017       |                  | 16  |                             | The Last Dance          |
|                  |                  |     |                             |                         |
| 14.07.2017       |                  | 17  |                             | I'll Huff And I'll Puff |
|                  |                  |     |                             |                         |
| 08.09.2017       |                  | 18  |                             | No Hard Feelings        |
|                  |                  |     |                             |                         |
| 15.09.2017       |                  | 19  |                             | Under New Management    |
|                  |                  |     |                             |                         |
| 22.09.2017       |                  | 20  |                             | Storm                   |
|                  |                  |     |                             |                         |
| 29.09.2017       |                  | 21  |                             | Taking Sides            |
|                  |                  |     |                             |                         |
| 06.10.2017       |                  | 22  |                             | Hard to Say No          |
|                  |                  |     |                             |                         |
| 13.10.2017       |                  | 23  |                             | Distant Relations       |
|                  |                  |     |                             |                         |
| 27.10.2017       |                  | 24  |                             | Finish Line             |
|                  |                  |     |                             |                         |
| 03.11.2017       |                  | 25  |                             | The North Star          |
|                  |                  |     |                             |                         |